# إسحاق دار
إسحاق دار (بالإنجليزية: Ishaq Dar) (13 مايو 1950 في لاهور - ) اقتصادي، وخبير مالي، وسياسي من باكستان. ينتمي إلى الرابطة الإسلامية الباكستانية (ن). تولى منصب وزير المالية في باكستان.